# Tychius aureolus

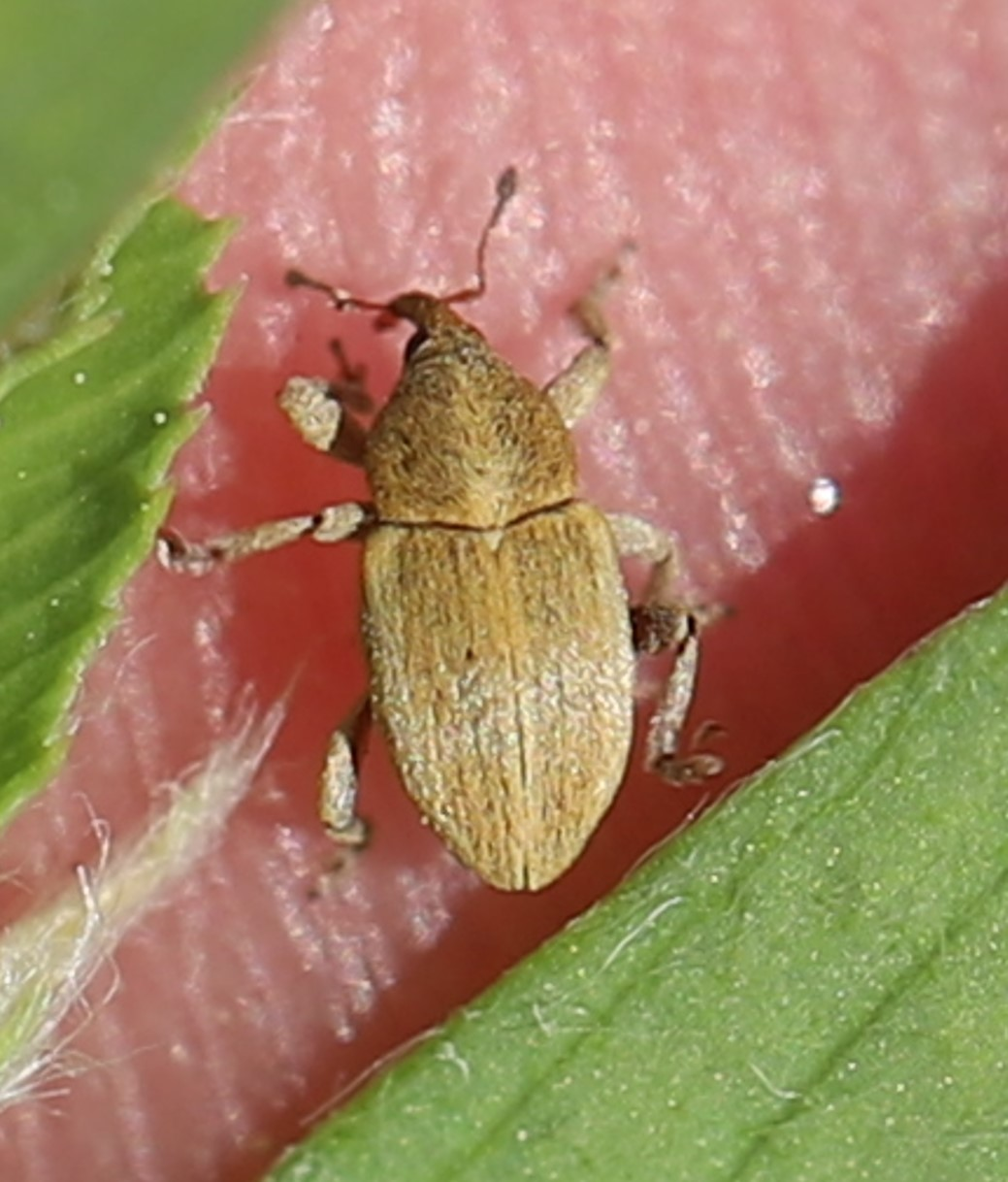
Tychius aureolus, Dorsalansicht

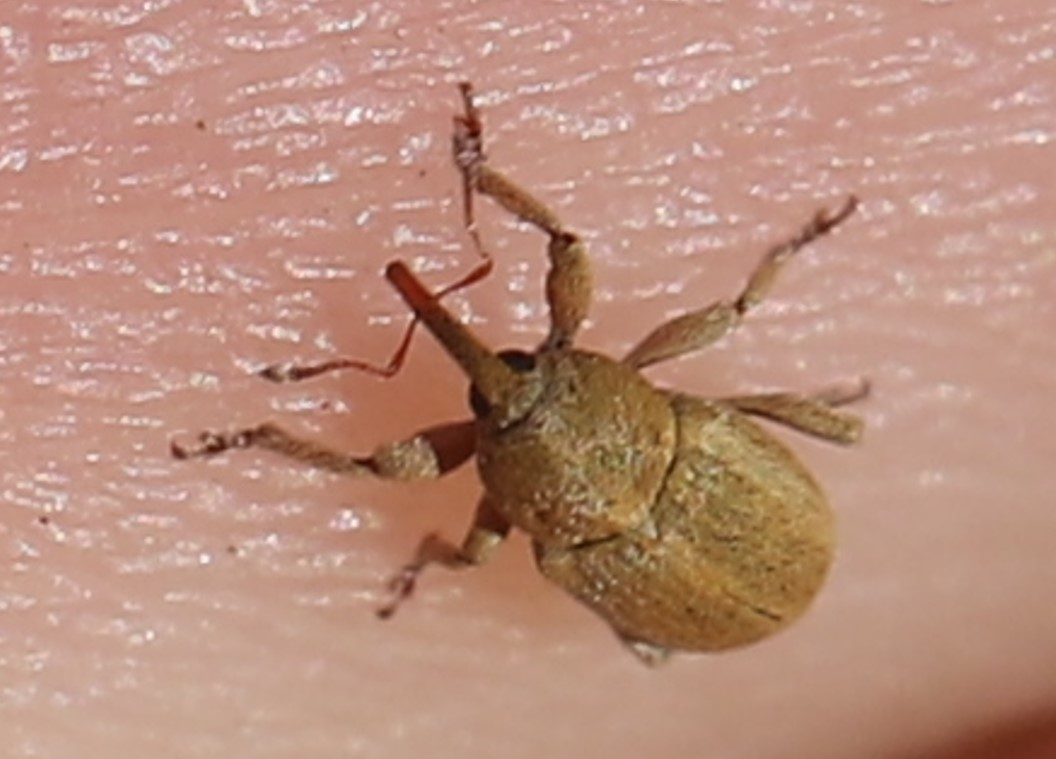
Tychius aureolus

Tychius aureolus, auch als Hellgelber Luzerne-Blütenrüssler bezeichnet, ist ein Käfer aus der Familie der Rüsselkäfer (Curculionidae). Die Art wurde von Ernst August Hellmuth von Kiesenwetter im Jahr 1851 erstbeschrieben. Das lateinische Art-Epitheton bedeutet „vergoldet“.

## Taxonomie
Tychius aureolus gehört innerhalb der Gattung Tychius zur Untergattung Tychius.
Folgende Synonyme wurden beschrieben:
- Tychius albovittatus Brisout de Barneville, 1863 (Homonym)
- Tychius albovittis Gemminger, 1871
- Tychius brevipennis Pic, 1902
- Tychius femoralis Brisout de Barneville, 1862
- Sibinia subpiliger Desbrochers des Loges, 1895

Es werden keine Unterarten unterschieden.:

## Merkmale
Die länglich-ovalen Käfer sind 2,5–2,7 mm lang. Die Flügeldecken weisen ein Längen-Breiten-Verhältnis von 4:3 auf. Die Käfer sind auf der Oberseite einfarbig gelb beschuppt, seltener grau. Der Rüssel verjüngt sich in Dorsalansicht zur Spitze hin. Des Weiteren ist der Rüsselrücken an der Fühlereinlenkung leicht geknickt. Die Fühler und Beine sind gelbrot gefärbt. Die Fühlergeißel ist 7-gliedrig. Die vorderen Femora der Männchen weisen einen dichten Saum lang abstehender Schuppen auf. Die Nominatform weist eine von der Schulterbeule nach hinten verlaufende weiße Längsbinde auf.

## Verbreitung
Die Käferart ist in der Paläarktis verbreitet. Das Vorkommen reicht von Europa und Nordafrika (Ägypten), über den Kaukasus, Sibirien und Zentralasien bis nach China. In Europa reicht das Verbreitungsgebiet im Norden bis nach Großbritannien, Dänemark und in das Baltikum, im Süden in den Mittelmeerraum. Dort ist die Art u. a. auf den Balearen, auf Korsika und auf Sizilien vertreten.
In Deutschland kommt die Art nicht in allen Bundesländern vor, sie ist verstreut und selten verbreitet. Möglicherweise ist sie wie andere Arten der Gattung unterkartiert.

## Lebensweise
Die Käferart bevorzugt wärmebegünstigte Gebiete. Wirts- und Nahrungspflanzen bilden verschiedene Medicago-Arten, darunter die Luzerne (Medicago sativa), der Sichelklee (Medicago falcata) und der Niederliegende Schneckenklee (Medicago prostrata), und Melilotus-Arten wie der Gelbe (Melilotus officinalis) und der Weiße Steinklee (Melilotus albus). Die Käfer überwintern als Imago im Boden in Tiefen zwischen 5 und 10 cm. Sie erscheinen im Frühjahr bei Temperaturen über 22 °C, in Mitteleuropa etwa ab Mai. Die überwiegend nachtaktiven Käfer fressen hauptsächlich an Luzerne. Die weiblichen Käfer legen gewöhnlich jeweils 1–3 Eier in die noch jungen Hülsenfrüchte. Dazu nagen sie ein kleines Loch in die Wand der Hülsenfrucht. Nach 8–12 Tagen schlüpfen die Larven. Diese fressen die meisten Samen der Hülsenfrucht und erreichen schließlich Längen von etwa 4 mm. Anschließend verlassen sie die Hülsenfrucht, lassen sich zu Boden fallen und graben sich in die Erde, wo die Verpuppung stattfindet. Die Käfer verbringen etwa 6–12 Tage im Puppenstadium. Die fertigen Käfer bleiben gewöhnlich bis zum folgenden Frühjahr im Boden. Durch den Fraß, insbesondere der Larven, kommt es in Luzerne-Anbauflächen zu Ertragseinbußen. Deshalb gilt die Käferart als Agrarschädling, jedoch mit geringerer Bedeutung als Tychius medicaginis und Tychius flavus. In Deutschland ist die wirtschaftliche Bedeutung gering.

## Gefährdung
Die Art gilt in Deutschland als ungefährdet.

## Natürliche Feinde
Zu den natürlichen Antagonisten von Tychius aureolus gehören Erzwespen aus den Familien der Pteromalidae und Eupelmidae. Diese parasitieren die Käferlarven.

## Verwechslungsarten
An Luzerne kommen noch zwei weitere Tychius-Arten vor: Tychius flavus und Tychius medicaginis. T. flavus ist mit maximal 2,2 mm wesentlich kleiner. T. medicaginis ist mit maximal 2,5 mm etwas kleiner. Im Gegensatz zu T. medicaginis hat T. aureolus seitlich auf den Flügeldecken keine weißen Längsstreifen. Außerdem ist bei T. medicaginis der Rüssel bis weit über die Fühlereinlenkung hinaus rot gefärbt.